# Roggia di Calavino
La Roggia di Calavino (Ròza de Calavin in dialetto trentino) è un torrente che scorre interamente in Valle dei Laghi, in provincia autonoma di Trento. Nasce nella valle di Cavedine, scorre per la maggior parte nel territorio di Calavino e sfocia nel lago di Toblino. Lungo il percorso del torrente si snoda un sentiero attrezzato.

## Il corso della Roggia di Calavino
Il tratto del corso d'acqua a monte che confluisce nella Roggia di Calavino prende il nome di Roggia di Valle e segue la strada della Val di Cavedine, arricchito dall'apporto di acqua proveniente da alcune sorgenti sul territorio di Lasino. Una volta entrato a Calavino, il corso d'acqua riceve le acque della sorgente del Bus Foran (o Foram, ramale noto anche come Roggia Grande), che si immette da una cascata nei pressi dell'abitato. Da qui prende il nome di Roggia di Calavino. Riceve poi l'acqua della sorgente dei Menétoi, che dal 1972 è il troppopieno dell'acquedotto potabile che serve l'alta valle di Cavedine. Il torrente scorre quindi incanalato tra le case del paese. La sua acqua è stata storicamente utilizzata per numerose attività artigianali e lungo il suo corso un tempo si trovavano mulini, segherie e officine. Nel tratto del paese viene inoltre alimentato da altre piccole sorgenti minori. A valle dell'abitato il torrente scorre tra le rocce della forra dei Canevai, dove si alternano pozze e cascate. All'imbocco della Val dei Canevai riceve le acque dell'alveo della sorgente di Palù e poi quelle del Rio Freddo (detto anche Rifré o Lifré). Infine si unisce con le acque di una cascata che forma il fosso di Barbazan (o Fòs de Barbazan), che arriva dal territorio di Padergnone. La cascata è popolata da muschi e sfagni, e sotto di essa si formano tufo e travertino. Dopo aver alimentato le vasche di una pescicoltura, con un'ultima curva a gomito il torrente sfocia nel lago di Toblino.